# Copa d'Àfrica de Nacions 2015
La XXX Copa d'Àfrica de Nacions es va disputar el 2015 a Guinea Equatorial. En principi era el Marroc qui havia d'organitzar el torneig, però la CAF va decidir de canviar la seu a causa de la negativa del Marroc a organitzar l'esdeveniment durant les dates acordades per por de la propagació de l'epidèmia de l'ebola del 2014.

## Selecció d'amfitrió
La CAF va rebre 3 ofertes abans del 30 de setembre de 2010, data límit, per acollir la Copa d'Àfrica de Nacions 2015 o 2017 de la RD del Congo, el Marroc i Sud-àfrica. Les tres ofertes es van posar originalment en una llista curta.
El 29 de gener, durant la Supercopa de la CAF de 2011, la Junta de la CAF va decidir que el Marroc acolliria la Copa Africana de Nacions 2015, mentre que l'edició de 2017 es celebraria a Sud-àfrica. Les quatre ciutats amfitriones del Marroc que estaven programades per acollir el torneig eren Rabat, Marràqueix, Agadir i Tànger, segons va anunciar el Comitè Executiu de la CAF el 23 de setembre de 2013. Casablanca serviria com a lloc alternatiu.

### Retirada del Marroc
L'octubre de 2014, el govern del Marroc va demanar l'ajornament del torneig a causa de l'epidèmia del virus de l'Ebola a l'Àfrica occidental. Després que l'assumpte es va discutir a la reunió del comitè executiu del 2 de novembre de 2014, la CAF va decidir mantenir la data del torneig, alhora que va demanar un aclariment a la Reial Federació Marroquina de Futbol sobre si encara volien acollir el torneig. El 8 de novembre, el Marroc no va complir aquest termini per confirmar que acolliria el torneig. Tres dies més tard, la CAF va confirmar que el Marroc no acolliria el torneig i que s'escolliria un nou amfitrió d'una llista de països que havien expressat interès. El Marroc, que s'havia classificat prèviament com a amfitrió, va ser desqualificat per participar al torneig.
El 14 de novembre de 2014, la CAF va anunciar que Guinea Equatorial acolliria el torneig.

## Equips classificats

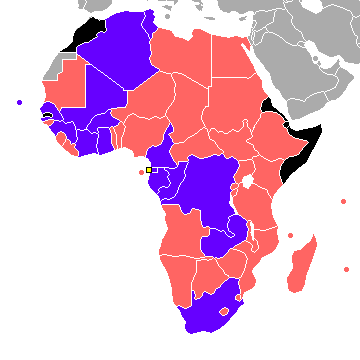
Classificat
No classificat
Desqualificat o no participà
No membre de la CAF

51 van participar en la fase de classificació (excloent la seu original, Marroc). Guinea Equatorial, que havia estat desqualificada durant la classificació, finalment hi prengué part com a nova seu.
El vigent campió, Nigèria, no es classificà.
- Guinea Equatorial (Seu)
- Sud-àfrica
- Congo
- Algèria
- Mali
- Gabon
- Burkina Faso
- Camerun
- Costa d'Ivori
- Ghana
- Guinea
- Cap Verd
- Zàmbia
- Tunísia
- Senegal
- RD Congo

## Seus
La Confederació Africana de Futbol (CAF), reunida el 14 de novembre de 2014, va definir les quatre seus definitives que acollirien l'esdeveniment, les seus triades van ser la capital (Malabo), Bata, Ebebiyín i Mongomo.
| Malabo                  | MongomoBataMalaboEbebiyínCopa d'Àfrica de Nacions 2015 (Guinea Equatorial) | Ebebiyín               |
| Nuevo Estadio de Malabo | MongomoBataMalaboEbebiyínCopa d'Àfrica de Nacions 2015 (Guinea Equatorial) | Estadio Mannuel Enguru |
| Capacitat: 15.250       | MongomoBataMalaboEbebiyínCopa d'Àfrica de Nacions 2015 (Guinea Equatorial) | Capacitat: 8.000       |
|                         | MongomoBataMalaboEbebiyínCopa d'Àfrica de Nacions 2015 (Guinea Equatorial) |                        |
| Bata                    | MongomoBataMalaboEbebiyínCopa d'Àfrica de Nacions 2015 (Guinea Equatorial) | Mongomo                |
| Estadio La Libertad     | MongomoBataMalaboEbebiyínCopa d'Àfrica de Nacions 2015 (Guinea Equatorial) | Estadio de Mongomo     |
| Capacitat: 41.000       | MongomoBataMalaboEbebiyínCopa d'Àfrica de Nacions 2015 (Guinea Equatorial) | Capacitat: 15.000      |
|                         | MongomoBataMalaboEbebiyínCopa d'Àfrica de Nacions 2015 (Guinea Equatorial) |                        |

## Competició

### Primera fase
El calendari i el sistema de competició es va anunciar el dia 1 de desembre de 2014.

#### Grup A
| Selecció          | PJ | PG | PE | PP | GF | GC | DG | Pts |
| ----------------- | -- | -- | -- | -- | -- | -- | -- | --- |
| Rep. del Congo    | 3  | 2  | 1  | 0  | 4  | 2  | +2 | 7   |
| Guinea Equatorial | 3  | 1  | 2  | 0  | 3  | 1  | +2 | 5   |
| Gabon             | 3  | 1  | 0  | 2  | 2  | 3  | -1 | 3   |
| Burkina Faso      | 3  | 0  | 1  | 2  | 1  | 4  | -3 | 1   |

| Guinea Equatorial | 1–1 | Rep. del Congo |
| ----------------- | --- | -------------- |
| Nsue 16'          |     | Thievy 85'     |

| Burkina Faso | 0–2 | Gabon                       |
| ------------ | --- | --------------------------- |
|              |     | Aubameyang 19' · Evouna 72' |

| Guinea Equatorial | 0–0 | Burkina Faso |
| ----------------- | --- | ------------ |
|                   |     |              |

| Gabon | 0–1 | Rep. del Congo |
| ----- | --- | -------------- |
|       |     | Oniangue 50'   |

| Rep. del Congo          | 2-1 | Burkina Faso |
| ----------------------- | --- | ------------ |
| Thievy 51' · Ondama 87' |     | Bancé 86'    |

| Gabon | 0-2 | Guinea Equatorial          |
| ----- | --- | -------------------------- |
|       |     | Balboa 55' (p.) · Ibán 86' |

#### Grup B
| Selecció       | PJ | PG | PE | PP | GF | GC | DG | Pts |
| -------------- | -- | -- | -- | -- | -- | -- | -- | --- |
| Tunísia        | 3  | 1  | 2  | 0  | 4  | 3  | +1 | 5   |
| R.D. del Congo | 3  | 0  | 3  | 0  | 2  | 2  | +0 | 3   |
| Cap Verd       | 3  | 0  | 3  | 0  | 1  | 1  | +0 | 3   |
| Zàmbia         | 3  | 0  | 2  | 1  | 2  | 3  | -1 | 2   |

| Zàmbia       | 1–1 | R.D. del Congo |
| ------------ | --- | -------------- |
| Singuluma 2' |     | Bolasie 66'    |

| Tunísia        | 1–1 | Cap Verd       |
| -------------- | --- | -------------- |
| Ali Moncer 69' |     | Ramos 67' (p.) |

| Zàmbia     | 1–2 | Tunísia                     |
| ---------- | --- | --------------------------- |
| Mayuka 46' |     | Akaichi 53' · Chikhaoui 69' |

| Cap Verd | 0–0 | R.D. del Congo |
| -------- | --- | -------------- |
|          |     |                |

| R.D. del Congo | 1-1 | Tunísia     |
| -------------- | --- | ----------- |
| Bokilia 66'    |     | Akaichi 31' |

| Cap Verd | 0-0 | Zàmbia |
| -------- | --- | ------ |
|          |     |        |

#### Grup C
| Selecció   | PJ | PG | PE | PP | GF | GC | DG | Pts |
| ---------- | -- | -- | -- | -- | -- | -- | -- | --- |
| Ghana      | 3  | 2  | 0  | 1  | 4  | 3  | +1 | 6   |
| Algèria    | 3  | 2  | 0  | 1  | 5  | 2  | +3 | 6   |
| Senegal    | 3  | 1  | 1  | 1  | 3  | 4  | -1 | 4   |
| Sud-àfrica | 3  | 0  | 1  | 2  | 3  | 6  | -3 | 1   |

| Ghana            | 1–2 | Senegal               |
| ---------------- | --- | --------------------- |
| A. Ayew 13' (p.) |     | Biram 59' · Sow 90+2' |

| Algèria                                         | 3–1 | Sud-àfrica |
| ----------------------------------------------- | --- | ---------- |
| Hlatshwayo 67' (og) · Ghoulam 72' · Slimani 83' |     | Phala 51'  |

| Ghana      | 1–0 | Algèria |
| ---------- | --- | ------- |
| Gyan 90+2' |     |         |

| Sud-àfrica  | 1–1 | Senegal   |
| ----------- | --- | --------- |
| Manyisa 47' |     | Mbodj 60' |

| Senegal | 0-2 | Algèria                   |
| ------- | --- | ------------------------- |
|         |     | Mahrez 11' · Bentaleb 82' |

| Sud-àfrica  | 1-2 | Ghana                  |
| ----------- | --- | ---------------------- |
| Masango 17' |     | Boye 73' · A. Ayew 83' |

#### Grup D
| Selecció      | PJ | PG | PE | PP | GF | GC | DG | Pts |
| ------------- | -- | -- | -- | -- | -- | -- | -- | --- |
| Costa d'Ivori | 3  | 1  | 2  | 0  | 3  | 2  | +1 | 5   |
| Guinea        | 3  | 0  | 3  | 0  | 3  | 3  | +0 | 3   |
| Mali          | 3  | 0  | 3  | 0  | 3  | 3  | +0 | 3   |
| Camerun       | 3  | 0  | 2  | 1  | 2  | 3  | -1 | 2   |

| Costa d'Ivori | 1–1 | Guinea      |
| ------------- | --- | ----------- |
| Doumbia 72'   |     | Yattara 34' |

| Mali         | 1–1 | Camerun       |
| ------------ | --- | ------------- |
| Yatabare 69' |     | Moukandjo 82' |

| Costa d'Ivori | 1–1 | Mali    |
| ------------- | --- | ------- |
| Gradel 86'    |     | Sako 7' |

| Camerun       | 1–1 | Guinea     |
| ------------- | --- | ---------- |
| Moukandjo 13' |     | Traoré 42' |

| Guinea        | 1-1 | Mali       |
| ------------- | --- | ---------- |
| Moukandjo 13' |     | Traoré 42' |

| Camerun | 0-1 | Costa d'Ivori |
| ------- | --- | ------------- |
|         |     | Gradel 36'    |

### Eliminatòries
|  | Quarts de final        | Quarts de final      |                    |                   | Semifinals     | Semifinals  |  |  | Final                | Final |
|  |                        |                      |                    |                   |                |             |  |  |                      |       |
|  | 31 de gener – Bata     |                      |                    |                   |                |             |  |  |                      |       |
|  |                        |                      |                    |                   |                |             |  |  |                      |       |
|  | Rep. del Congo         | 2                    |                    |                   |                |             |  |  |                      |       |
|  | Rep. del Congo         | 2                    | 4 de febrer – Bata |                   |                |             |  |  |                      |       |
|  | R.D. del Congo         | 4                    |                    |                   |                |             |  |  |                      |       |
|  | R.D. del Congo         | 4                    | R.D. del Congo     | 1                 |                |             |  |  |                      |       |
|  | 31 de gener – Ebebiyin |                      | R.D. del Congo     | 1                 |                |             |  |  |                      |       |
|  |                        | Costa d'Ivori        | 3                  |                   |                |             |  |  |                      |       |
|  | Costa d'Ivori          | Costa d'Ivori        | 3                  | 3                 |                |             |  |  |                      |       |
|  | Costa d'Ivori          |                      | 8 de febrer – Bata | 3                 |                |             |  |  |                      |       |
|  | Algèria                | 1                    |                    |                   |                |             |  |  |                      |       |
|  | Algèria                | 1                    | Costa d'Ivori      | 0 (9)             |                |             |  |  |                      |       |
|  | 1 de febrer – Mongomo  |                      | Costa d'Ivori      | 0 (9)             |                |             |  |  |                      |       |
|  |                        | Ghana                | 0 (8)              |                   |                |             |  |  |                      |       |
|  | Ghana                  | Ghana                | 0 (8)              | 3                 |                |             |  |  |                      |       |
|  | Ghana                  | 5 de febrer – Malabo |                    | 3                 |                |             |  |  |                      |       |
|  | Guinea                 | 0                    |                    |                   |                |             |  |  |                      |       |
|  | Guinea                 | 0                    | Ghana              | 3                 | Tercer lloc    | Tercer lloc |  |  |                      |       |
|  | 1 de febrer – Malabo   |                      | Ghana              | 3                 | Tercer lloc    | Tercer lloc |  |  |                      |       |
|  |                        | Guinea Equatorial    | 0                  |                   |                |             |  |  |                      |       |
|  | Tunísia                | Guinea Equatorial    | 0                  | 1                 | R.D. del Congo | 0 (4)       |  |  |                      |       |
|  | Tunísia                |                      |                    | 1                 | R.D. del Congo | 0 (4)       |  |  |                      |       |
|  | Guinea Equatorial      | 2                    |                    | Guinea Equatorial | 0 (2)          |             |  |  |                      |       |
|  | Guinea Equatorial      | 2                    |                    |                   | 0 (2)          |             |  |  |                      |       |
|  |                        |                      |                    |                   |                |             |  |  | 7 de febrer – Malabo |       |
|  |                        |                      |                    |                   |                |             |  |  |                      |       |

#### Quarts de final
| Rep. del Congo        | 2–4 | R.D. del Congo                                |
| --------------------- | --- | --------------------------------------------- |
| Doré 55' · Thievy 62' |     | Mbokani 65' (90+1) · Bokila 75' · Kimwaki 81' |

| Tunísia     | 1–2 | Guinea Equatorial       |
| ----------- | --- | ----------------------- |
| Akaichi 70' |     | Balboa 90+3' (p.), 102' |

| Ghana                     | 3–0 | Guinea |
| ------------------------- | --- | ------ |
| Atsu 7' (61) · Appiah 44' |     |        |

| Costa d'Ivori                  | 3–1 | Algèria     |
| ------------------------------ | --- | ----------- |
| Bony 26' (69) · Gervinho 90+4' |     | Soudani 51' |

#### Semifinals
| R.D. del Congo   | 1–3 | Costa d'Ivori                           |
| ---------------- | --- | --------------------------------------- |
| Mbokani 24' (p.) |     | Y. Touré 20' · Gervinho 41' · Kanon 68' |

| Ghana                                            | 3–0 | Guinea Equatorial |
| ------------------------------------------------ | --- | ----------------- |
| J. Ayew 42' (pen.) · Mubarak 45+1' · A. Ayew 75' |     |                   |

#### 3r i 4t lloc
| R.D. del Congo  | 0-0 | Guinea Equatorial |
| --------------- | --- | ----------------- |
|                 |     |                   |
| Tanda de penals |     |                   |
|                 | 4–2 |                   |

#### Final
| Costa d'Ivori                                                                                | 0-0 | Ghana                                                                                          |
| -------------------------------------------------------------------------------------------- | --- | ---------------------------------------------------------------------------------------------- |
|                                                                                              |     |                                                                                                |
| Tanda de penals                                                                              |     |                                                                                                |
| Bony · Tallo · Aurier · Doumbia · Y. Touré · Kalou · K. Touré · Kanon · Bailly · Die · Barry | 9–8 | Wakaso · J. Ayew · Acquah · Acheampong · A. Ayew · Mensah · Badu · Afful · Baba · Boye · Razak |

## Campió
| Guanyador de Copa d'Àfrica 2015 |
| ------------------------------- |
| · Costa d'Ivori · Segon títol   |

## Estadístiques
| Pos   | Equip                           | PJ | PG | PE | PP | GF | GC | DG | Pts | Resultats finals            |
| ----- | ------------------------------- | -- | -- | -- | -- | -- | -- | -- | --- | --------------------------- |
| 1     | Costa d'Ivori                   | 6  | 3  | 3  | 0  | 9  | 4  | +5 | 12  | Campió                      |
| 2     | Ghana                           | 6  | 4  | 1  | 1  | 10 | 3  | +7 | 13  | Finalista                   |
| 3     | República Democràtica del Congo | 6  | 1  | 4  | 1  | 7  | 7  | 0  | 7   | Tercer                      |
| 4     | Guinea Equatorial (H)           | 6  | 2  | 3  | 1  | 5  | 5  | 0  | 9   | Quart                       |
|       |                                 |    |    |    |    |    |    |    |     |                             |
| 5     | Congo                           | 4  | 2  | 1  | 1  | 6  | 6  | 0  | 7   | Eliminat a Quarts           |
| 6     | Algèria                         | 4  | 2  | 0  | 2  | 6  | 5  | +1 | 6   | Eliminat a Quarts           |
| 7     | Tunísia                         | 4  | 1  | 2  | 1  | 5  | 5  | 0  | 5   | Eliminat a Quarts           |
| 8     | Guinea                          | 4  | 0  | 3  | 1  | 3  | 6  | −3 | 3   | Eliminat a Quarts           |
|       |                                 |    |    |    |    |    |    |    |     |                             |
| 9     | Senegal                         | 3  | 1  | 1  | 1  | 3  | 4  | −1 | 4   | Eliminat a la fase de grups |
| 10    | Mali                            | 3  | 0  | 3  | 0  | 3  | 3  | 0  | 3   | Eliminat a la fase de grups |
| 11    | Cap Verd                        | 3  | 0  | 3  | 0  | 1  | 1  | 0  | 3   | Eliminat a la fase de grups |
| 12    | Gabon                           | 3  | 1  | 0  | 2  | 2  | 3  | −1 | 3   | Eliminat a la fase de grups |
| 13(T) | Camerun                         | 3  | 0  | 2  | 1  | 2  | 3  | −1 | 2   | Eliminat a la fase de grups |
| 13(T) | Zàmbia                          | 3  | 0  | 2  | 1  | 2  | 3  | −1 | 2   | Eliminat a la fase de grups |
| 15    | Sud-àfrica                      | 3  | 0  | 1  | 2  | 3  | 6  | −3 | 1   | Eliminat a la fase de grups |
| 16    | Burkina Faso                    | 3  | 0  | 1  | 2  | 1  | 4  | −3 | 1   | Eliminat a la fase de grups |

## Gojejadors
3 gols
- [[Fitxer:Flag of the Republic of the Congo.svg|23x15px|border |alt=República del Congo|link=Selecció de futbol de la República del Congo|{{#if:|]] Thievy Bifouma
- [[Fitxer:Flag of the Democratic Republic of the Congo.svg|23x15px|border |alt=República Democràtica del Congo|link=Selecció de futbol de la República Democràtica del Congo|{{#if:|]] Dieumerci Mbokani
- [[Fitxer:Flag of Equatorial Guinea.svg|23x15px|border |alt=Guinea Equatorial|link=Selecció de futbol de Guinea Equatorial|{{#if:|]] Javier Balboa
- [[Fitxer:Flag of Ghana.svg|23x15px|border |alt=Ghana|link=Selecció de futbol de Ghana|{{#if:|]] André Ayew
- [[Fitxer:Flag of Tunisia.svg|23x15px|border |alt=Tunísia|link=Selecció de futbol de Tunísia|{{#if:|]] Ahmed Akaïchi

2 gols
- [[Fitxer:Flag of the Democratic Republic of the Congo.svg|23x15px|border |alt=República Democràtica del Congo|link=Selecció de futbol de la República Democràtica del Congo|{{#if:|]] Jeremy Bokila
- [[Fitxer:Flag of Ghana.svg|23x15px|border |alt=Ghana|link=Selecció de futbol de Ghana|{{#if:|]] Christian Atsu
- [[Fitxer:Flag of Côte d'Ivoire.svg|23x15px|border |alt=Costa d'Ivori|link=Selecció de futbol de la Costa d'Ivori|{{#if:|]] Wilfried Bony
- [[Fitxer:Flag of Côte d'Ivoire.svg|23x15px|border |alt=Costa d'Ivori|link=Selecció de futbol de la Costa d'Ivori|{{#if:|]] Gervinho
- [[Fitxer:Flag of Côte d'Ivoire.svg|23x15px|border |alt=Costa d'Ivori|link=Selecció de futbol de la Costa d'Ivori|{{#if:|]] Max Gradel

1 gol
- [[Fitxer:Flag of Algeria.svg|23x15px|border |alt=Algèria|link=Selecció de futbol d'Algèria|{{#if:|]] Nabil Bentaleb
- [[Fitxer:Flag of Algeria.svg|23x15px|border |alt=Algèria|link=Selecció de futbol d'Algèria|{{#if:|]] Faouzi Ghoulam
- [[Fitxer:Flag of Algeria.svg|23x15px|border |alt=Algèria|link=Selecció de futbol d'Algèria|{{#if:|]] Riyad Mahrez
- [[Fitxer:Flag of Algeria.svg|23x15px|border |alt=Algèria|link=Selecció de futbol d'Algèria|{{#if:|]] Islam Slimani
- [[Fitxer:Flag of Algeria.svg|23x15px|border |alt=Algèria|link=Selecció de futbol d'Algèria|{{#if:|]] Hillal Soudani
- [[Fitxer:Flag of Burkina Faso.svg|23x15px|border |alt=Burkina Faso|link=Selecció de futbol de Burkina Faso|{{#if:|]] Aristide Bancé
- [[Fitxer:Flag of Cameroon.svg|23x15px|border |alt=Camerun|link=Selecció de futbol del Camerun|{{#if:|]] Benjamin Moukandjo
- [[Fitxer:Flag of Cameroon.svg|23x15px|border |alt=Camerun|link=Selecció de futbol del Camerun|{{#if:|]] Ambroise Oyongo
- [[Fitxer:Flag of Cape Verde.svg|23x15px|border |alt=Cap Verd|link=Selecció de futbol de Cap Verd|{{#if:|]] Héldon
- [[Fitxer:Flag of the Republic of the Congo.svg|23x15px|border |alt=República del Congo|link=Selecció de futbol de la República del Congo|{{#if:|]] Férébory Doré
- [[Fitxer:Flag of the Republic of the Congo.svg|23x15px|border |alt=República del Congo|link=Selecció de futbol de la República del Congo|{{#if:|]] Fabrice Ondama
- [[Fitxer:Flag of the Republic of the Congo.svg|23x15px|border |alt=República del Congo|link=Selecció de futbol de la República del Congo|{{#if:|]] Prince Oniangue
- [[Fitxer:Flag of the Democratic Republic of the Congo.svg|23x15px|border |alt=República Democràtica del Congo|link=Selecció de futbol de la República Democràtica del Congo|{{#if:|]] Yannick Bolasie
- [[Fitxer:Flag of the Democratic Republic of the Congo.svg|23x15px|border |alt=República Democràtica del Congo|link=Selecció de futbol de la República Democràtica del Congo|{{#if:|]] Joël Kimwaki
- [[Fitxer:Flag of Equatorial Guinea.svg|23x15px|border |alt=Guinea Equatorial|link=Selecció de futbol de Guinea Equatorial|{{#if:|]] Emilio Nsue
- [[Fitxer:Flag of Equatorial Guinea.svg|23x15px|border |alt=Guinea Equatorial|link=Selecció de futbol de Guinea Equatorial|{{#if:|]] Ibán Edú
- [[Fitxer:Flag of Gabon.svg|23x15px|border |alt=Gabon|link=Selecció de futbol del Gabon|{{#if:|]] Pierre-Emerick Aubameyang
- [[Fitxer:Flag of Gabon.svg|23x15px|border |alt=Gabon|link=Selecció de futbol del Gabon|{{#if:|]] Malick Evouna
- [[Fitxer:Flag of Ghana.svg|23x15px|border |alt=Ghana|link=Selecció de futbol de Ghana|{{#if:|]] Kwesi Appiah
- [[Fitxer:Flag of Ghana.svg|23x15px|border |alt=Ghana|link=Selecció de futbol de Ghana|{{#if:|]] Jordan Ayew
- [[Fitxer:Flag of Ghana.svg|23x15px|border |alt=Ghana|link=Selecció de futbol de Ghana|{{#if:|]] John Boye
- [[Fitxer:Flag of Ghana.svg|23x15px|border |alt=Ghana|link=Selecció de futbol de Ghana|{{#if:|]] Asamoah Gyan
- [[Fitxer:Flag of Ghana.svg|23x15px|border |alt=Ghana|link=Selecció de futbol de Ghana|{{#if:|]] Mubarak Wakaso
- [[Fitxer:Flag of Guinea.svg|23x15px|border |alt=Guinea|link=Selecció de futbol de Guinea|{{#if:|]] Kévin Constant
- [[Fitxer:Flag of Guinea.svg|23x15px|border |alt=Guinea|link=Selecció de futbol de Guinea|{{#if:|]] Ibrahima Traoré
- [[Fitxer:Flag of Guinea.svg|23x15px|border |alt=Guinea|link=Selecció de futbol de Guinea|{{#if:|]] Mohamed Yattara
- [[Fitxer:Flag of Côte d'Ivoire.svg|23x15px|border |alt=Costa d'Ivori|link=Selecció de futbol de la Costa d'Ivori|{{#if:|]] Seydou Doumbia
- [[Fitxer:Flag of Côte d'Ivoire.svg|23x15px|border |alt=Costa d'Ivori|link=Selecció de futbol de la Costa d'Ivori|{{#if:|]] Wilfried Kanon
- [[Fitxer:Flag of Côte d'Ivoire.svg|23x15px|border |alt=Costa d'Ivori|link=Selecció de futbol de la Costa d'Ivori|{{#if:|]] Yaya Touré
- [[Fitxer:Flag of Mali.svg|23x15px|border |alt=Mali|link=Selecció de futbol de Mali|{{#if:|]] Bakary Sako
- [[Fitxer:Flag of Mali.svg|23x15px|border |alt=Mali|link=Selecció de futbol de Mali|{{#if:|]] Modibo Maïga
- [[Fitxer:Flag of Mali.svg|23x15px|border |alt=Mali|link=Selecció de futbol de Mali|{{#if:|]] Sambou Yatabaré
- [[Fitxer:Flag of Senegal.svg|23x15px|border |alt=Senegal|link=Selecció de futbol del Senegal|{{#if:|]] Mame Biram Diouf
- [[Fitxer:Flag of Senegal.svg|23x15px|border |alt=Senegal|link=Selecció de futbol del Senegal|{{#if:|]] Kara Mbodj
- [[Fitxer:Flag of Senegal.svg|23x15px|border |alt=Senegal|link=Selecció de futbol del Senegal|{{#if:|]] Moussa Sow
- [[Fitxer:Flag of South Africa.svg|23x15px|border |alt=Sud-àfrica|link=Selecció de futbol de Sud-àfrica|{{#if:|]] Oupa Manyisa
- [[Fitxer:Flag of South Africa.svg|23x15px|border |alt=Sud-àfrica|link=Selecció de futbol de Sud-àfrica|{{#if:|]] Mandla Masango
- [[Fitxer:Flag of South Africa.svg|23x15px|border |alt=Sud-àfrica|link=Selecció de futbol de Sud-àfrica|{{#if:|]] Thuso Phala
- [[Fitxer:Flag of Tunisia.svg|23x15px|border |alt=Tunísia|link=Selecció de futbol de Tunísia|{{#if:|]] Yassine Chikhaoui
- [[Fitxer:Flag of Tunisia.svg|23x15px|border |alt=Tunísia|link=Selecció de futbol de Tunísia|{{#if:|]] Mohamed Ali Moncer
- [[Fitxer:Flag of Zambia.svg|23x15px|border |alt=Zàmbia|link=Selecció de futbol de Zàmbia|{{#if:|]] Emmanuel Mayuka
- [[Fitxer:Flag of Zambia.svg|23x15px|border |alt=Zàmbia|link=Selecció de futbol de Zàmbia|{{#if:|]] Given Singuluma

En pròpia porta
- [[Fitxer:Flag of South Africa.svg|23x15px|border |alt=Sud-àfrica|link=Selecció de futbol de Sud-àfrica|{{#if:|]] Thulani Hlatshwayo (contra Algèria)

## Guardons
Màxim Golejador Pepsi
- [[Fitxer:Flag of Ghana.svg|23x15px|border |alt=Ghana|link=Selecció de futbol de Ghana|{{#if:|]] André Ayew

| Jugador | Partits | Gols | Assistències | Minuts jugats | Font   |
| --- | ------- | ---- | ------------ | ------------- | ------ |
| [[Fitxer:Flag of Ghana.svg\|23x15px\|border \|alt=Ghana\|link=Selecció de futbol de Ghana\|{{#if:\|]] André Ayew                                                                                              | 6       | 3    | 2            |               | [ 15 ] |
| [[Fitxer:Flag of the Republic of the Congo.svg\|23x15px\|border \|alt=República del Congo\|link=Selecció de futbol de la República del Congo\|{{#if:\|]] Thievy Bifouma                                       | 4       | 3    |              |               |        |
| [[Fitxer:Flag of Tunisia.svg\|23x15px\|border \|alt=Tunísia\|link=Selecció de futbol de Tunísia\|{{#if:\|]] Ahmed Akaïchi                                                                                     | 4       | 3    |              |               |        |
| [[Fitxer:Flag of the Democratic Republic of the Congo.svg\|23x15px\|border \|alt=República Democràtica del Congo\|link=Selecció de futbol de la República Democràtica del Congo\|{{#if:\|]] Dieumerci Mbokani | 6       | 3    | 1            |               |        |
| [[Fitxer:Flag of Equatorial Guinea.svg\|23x15px\|border \|alt=Guinea Equatorial\|link=Selecció de futbol de Guinea Equatorial\|{{#if:\|]] Javier Balboa                                                       | 6       | 3    |              |               |        |

Millor jugador Orange
- [[Fitxer:Flag of Ghana.svg|23x15px|border |alt=Ghana|link=Selecció de futbol de Ghana|{{#if:|]] Christian Atsu

Millor porter
- [[Fitxer:Flag of Côte d'Ivoire.svg|23x15px|border |alt=Costa d'Ivori|link=Selecció de futbol de la Costa d'Ivori|{{#if:|]] Sylvain Gbohouo

Gol del torneig Nissan
- [[Fitxer:Flag of Ghana.svg|23x15px|border |alt=Ghana|link=Selecció de futbol de Ghana|{{#if:|]] Christian Atsu vs Guinea (3r gol del partit)

Jugador més net Samsung
- [[Fitxer:Flag of Ghana.svg|23x15px|border |alt=Ghana|link=Selecció de futbol de Ghana|{{#if:|]] Kwesi Appiah

Selecció més neta República Democràtica del Congo
Onze del torneig de la CAF
| Porter | Defenses | Centrecampistes | Davanters |
| --- | --- | --- | --- |
| [[Fitxer:Flag of Côte d'Ivoire.svg\|23x15px\|border \|alt=Costa d'Ivori\|link=Selecció de futbol de la Costa d'Ivori\|{{#if:\|]] Sylvain Gbohouo [[Fitxer:Flag of the Democratic Republic of the Congo.svg\|23x15px\|border \|alt=República Democràtica del Congo\|link=Selecció de futbol de la República Democràtica del Congo\|{{#if:\|]] Robert Kidiaba (empat) | [[Fitxer:Flag of Côte d'Ivoire.svg\|23x15px\|border \|alt=Costa d'Ivori\|link=Selecció de futbol de la Costa d'Ivori\|{{#if:\|]] Serge Aurier [[Fitxer:Flag of Ghana.svg\|23x15px\|border \|alt=Ghana\|link=Selecció de futbol de Ghana\|{{#if:\|]] Harrison Afful [[Fitxer:Flag of Côte d'Ivoire.svg\|23x15px\|border \|alt=Costa d'Ivori\|link=Selecció de futbol de la Costa d'Ivori\|{{#if:\|]] Kolo Touré | [[Fitxer:Flag of Ghana.svg\|23x15px\|border \|alt=Ghana\|link=Selecció de futbol de Ghana\|{{#if:\|]] André Ayew [[Fitxer:Flag of Côte d'Ivoire.svg\|23x15px\|border \|alt=Costa d'Ivori\|link=Selecció de futbol de la Costa d'Ivori\|{{#if:\|]] Yaya Touré [[Fitxer:Flag of Côte d'Ivoire.svg\|23x15px\|border \|alt=Costa d'Ivori\|link=Selecció de futbol de la Costa d'Ivori\|{{#if:\|]] Max Gradel [[Fitxer:Flag of the Democratic Republic of the Congo.svg\|23x15px\|border \|alt=República Democràtica del Congo\|link=Selecció de futbol de la República Democràtica del Congo\|{{#if:\|]] Yannick Bolasie [[Fitxer:Flag of Côte d'Ivoire.svg\|23x15px\|border \|alt=Costa d'Ivori\|link=Selecció de futbol de la Costa d'Ivori\|{{#if:\|]] Gervinho | [[Fitxer:Flag of Ghana.svg\|23x15px\|border \|alt=Ghana\|link=Selecció de futbol de Ghana\|{{#if:\|]] Christian Atsu [[Fitxer:Flag of Côte d'Ivoire.svg\|23x15px\|border \|alt=Costa d'Ivori\|link=Selecció de futbol de la Costa d'Ivori\|{{#if:\|]] Wilfried Bony |